# Кыпа-Оккыльчор
Кыпа-Оккыльчор (устар. Малый Акыль-Чор) — река в России, протекает по территории Ямало-Ненецкого АО. Устье реки находится в 118 км по правому берегу реки Оккыльчор. Длина реки составляет 21 км.

## Данные водного реестра
По данным государственного водного реестра России относится к Нижнеобскому бассейновому округу, водохозяйственный участок реки — Таз. Речной бассейн реки — Таз.
Код объекта в государственном водном реестре — 15050000112115300064928.